# Sleep (film)
Sleep je experimentální film Andyho Warhola natočený 16mm kamerou v roce 1963.
Po celou délku pět hodin a dvacet minut se zde představil pouze spící John Giorno. Film měl premiéru v lednu 1964 v The Film-Makers' Cooperative. Premiéry se zúčastnilo celkem devět lidí, dva z nich odešli během první hodiny.